# Ciudadela de Saint-Tropez
La ciudadela de Saint-Tropez (en francés: citadelle de Saint-Tropez) es una ciudadela de principios del siglo XVII que alberga el Museo de Historia Marítima de Saint-Tropez. La torre del homenaje de la ciudadela está declarada monument historique desde el 12 de diciembre de 1921 y la muralla desde el 4 de julio de 1995; las canalizaciones de la contraescarpa de la ciudadela fueron inscritas el 23 de agosto de 1990.

## Historia
Les enfrentamientos que siguieron a la muerte de la reina Juana I de Nápoles, entre Luis I de Anjou y Carlos de Duras, y los ataques de los bárbaros arruinaron la ciudad, que se vio vaciada de su población en 1388. El rey Renato I, conde de Provenza, concedió al senescal de Provenza, Jean Cossa, la baronía de Grimaud. Este último llamó para repoblar Saint-Tropez al genovés Raphaël de Garezzio, quien llegó con sesenta familias de colonos genoveses el 14 de febrero de 1470. Jean Cossa le entregó sus derechos sobre Saint-Tropez y declaró que sus habitantes serían libres, francos y estarían exentos de cualquier impuesto. Raphaël de Garezzio se comprometió a reconstruir la ciudad, a fortificarla y a defender toda la costa desde Sainte-Maxime hasta Cavalaire. El 18 de enero de 1472 el rey Renato ratificó esta convención, que se aplicaría hasta el 20 de julio de 1672, fecha en la cual Luis XIV unió Saint-Tropez a las tierras que lo rodeaban.
Se construyó una primera cinta de murallas alrededor del puerto, de la cual solo se conserva la torre vieja (tour vieille). En 1524 las fortificaciones resistieron al condestable de Borbón durante la invasión de la Provenza. En 1534, el crecimiento de la población obligó a construir una cinta de murallas más grande con un trazado abaluartado, hecha de tierra. Esta cinta de murallas permitió resistir al ataque de los bárbaros de 1556, que venían de devastar Hyères y Toulon. En 1564, Pierre de Renaud, señor de Saint-Tropez, hermano de Jean de Renaud de Saint-Rémy, hizo que albañiles de Antibes construyeran la torre de los cañones (tour à canons) o tour du Portalet. En 1583 se construyó una primera fortificación en las «colinas boscosas llenas de molinos» que dominan la ciudad y el golfo de Saint-Tropez, como elemento de defensa de las costas francesas contra los piratas, corsarios y el imperio otomano.

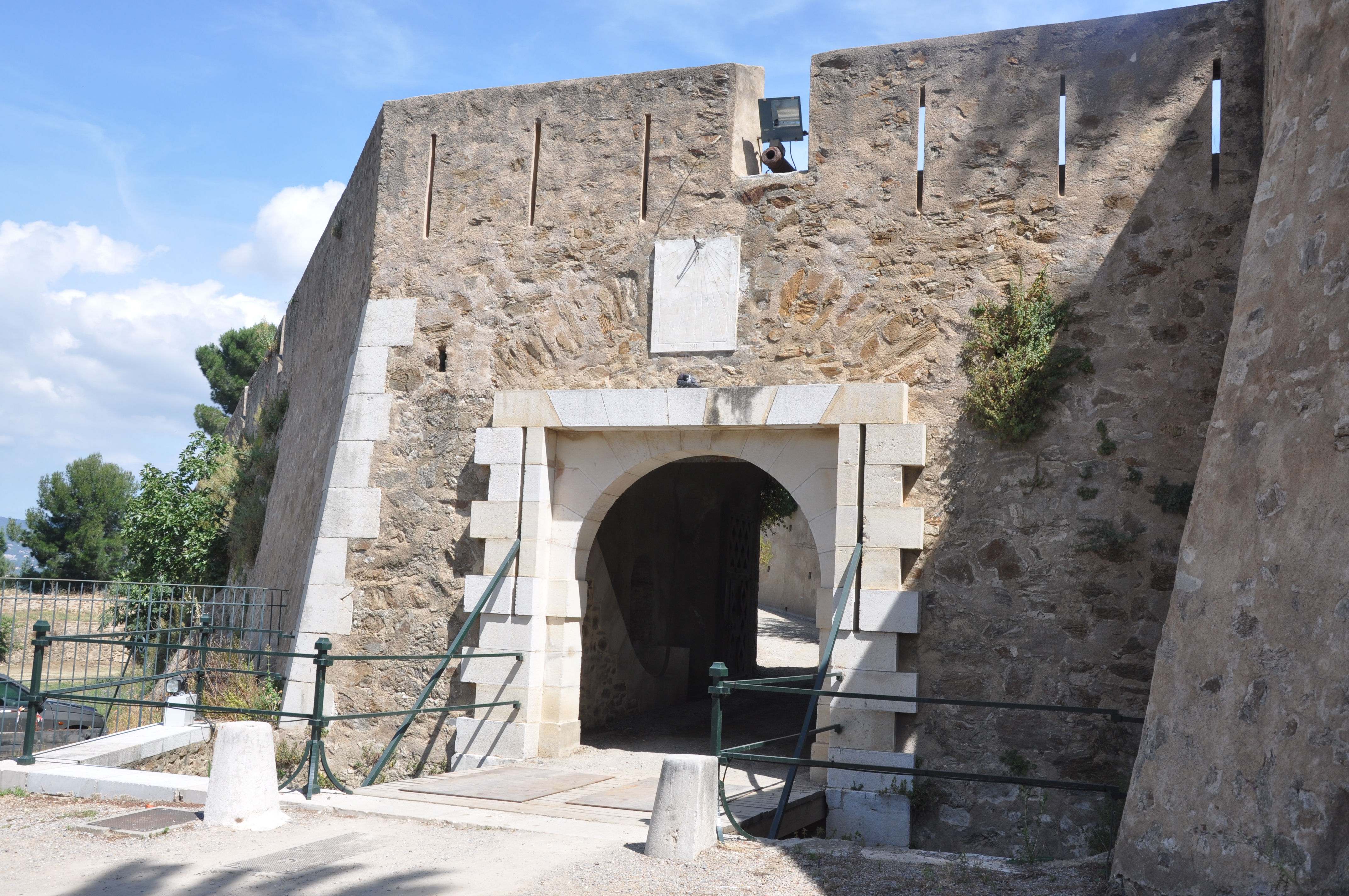
El puente levadizo de la ciudadela.

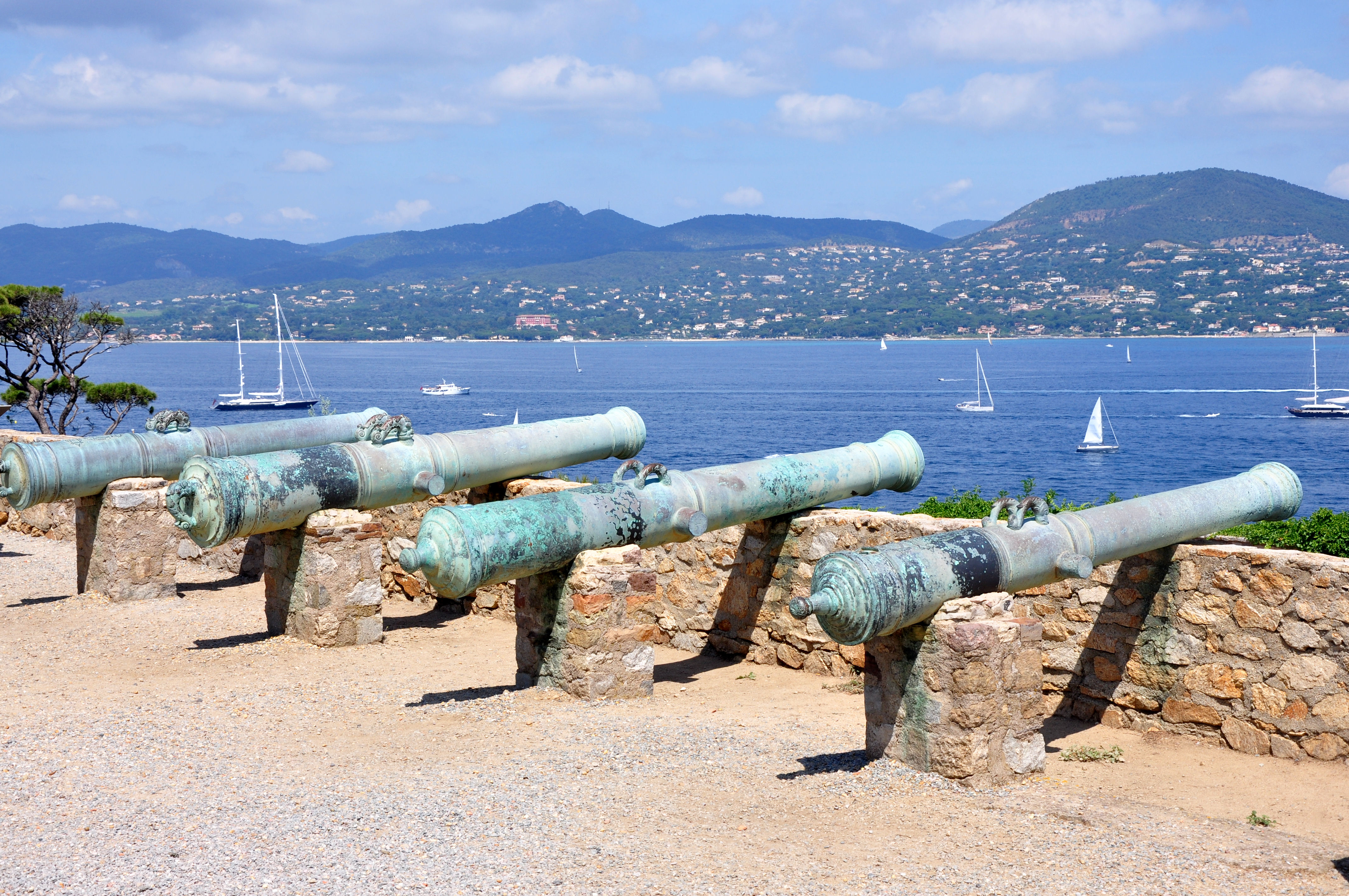
Cañones en la ciudadela.

Durante las guerras de religión, el duque de Épernon, valido del rey Enrique III, obtuvo en 1586 el cargo de gobernador de la Provenza. Sin embargo, el día de las barricadas, que obligó al rey a huir de Paris, marcó el triunfo de la Santa Liga y del duque de Guisa. El rey tuvo que aceptar firmar el Edicto de Unión, que imponía en sus cláusulas anexas eliminar todos los cargos que poseía el duque de Épernon. Su hermano Bernard de Nogaret, duque de La Valeta, obtuvo una parte de estos cargos: se convirtió en almirante de Francia y fue nombrado comandante de las fuerzas reales en Provenza. Ante la oposición del Parlamento de Provenza, dominado por el partido favorable a la Liga, Enrique III le envió les cartas de provisión por las cuales le nombró gobernador de Provenza en ausencia de su hermano.
El duque de La Valeta hizo edificar una cinta de murallas alrededor de Saint-Tropez, contra la opinión de los aldeanos, para protegerla de eventuales invasiones, y para asegurar la autoridad del nuevo rey Enrique IV sobre la ciudad. El duque de Saboya, llamado por el conde de Carcès y el parlamento de Provenza, atacó la ciudad en 1592. Su hermano, Jean Louis de Nogaret de La Valette, duque de Épernon, recibió de nuevo el cargo de gobernador de Provenza tras la muerte del duque de Guisa, a principios de 1589. Enrique III escribió al duque de La Valeta para explicarle su elección. La muerte de Enrique III hizo que el parlamento de Aix destituyera al duque de La Valeta y reconociera al duque de Mayenne como teniente general del reino. Este último reunió a los Estados generales favorables al rey para reconocer a Enrique de Navarra como rey de Francia. El duque de La Valeta murió en 1592 durante el asedio de Roquebrune; tras esto, el duque de Épernon tomó el mando de las tropas para asegurar el partido del rey en Provenza y combatir contra la Liga. Además, hizo reparar y armar la ciudadela construida un poco antes pese a las protestas de los habitantes. Confió el mando a De Noillan y nombró a Mesplez gobernador de la ciudad.

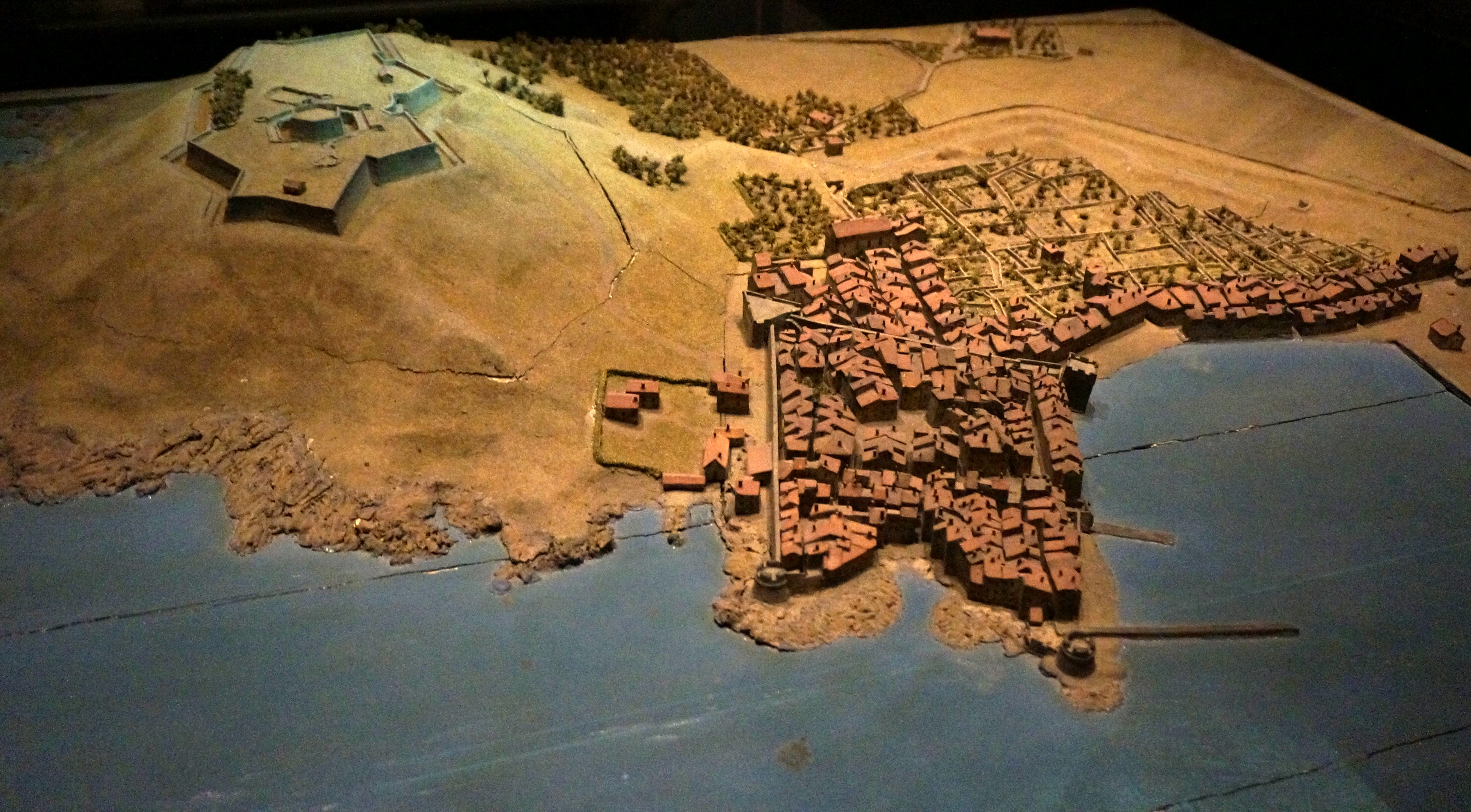
La vieja muralla que rodea el viejo puerto, los faubourgs y la ciudadela de Saint-Tropez en la colina, hacia el.

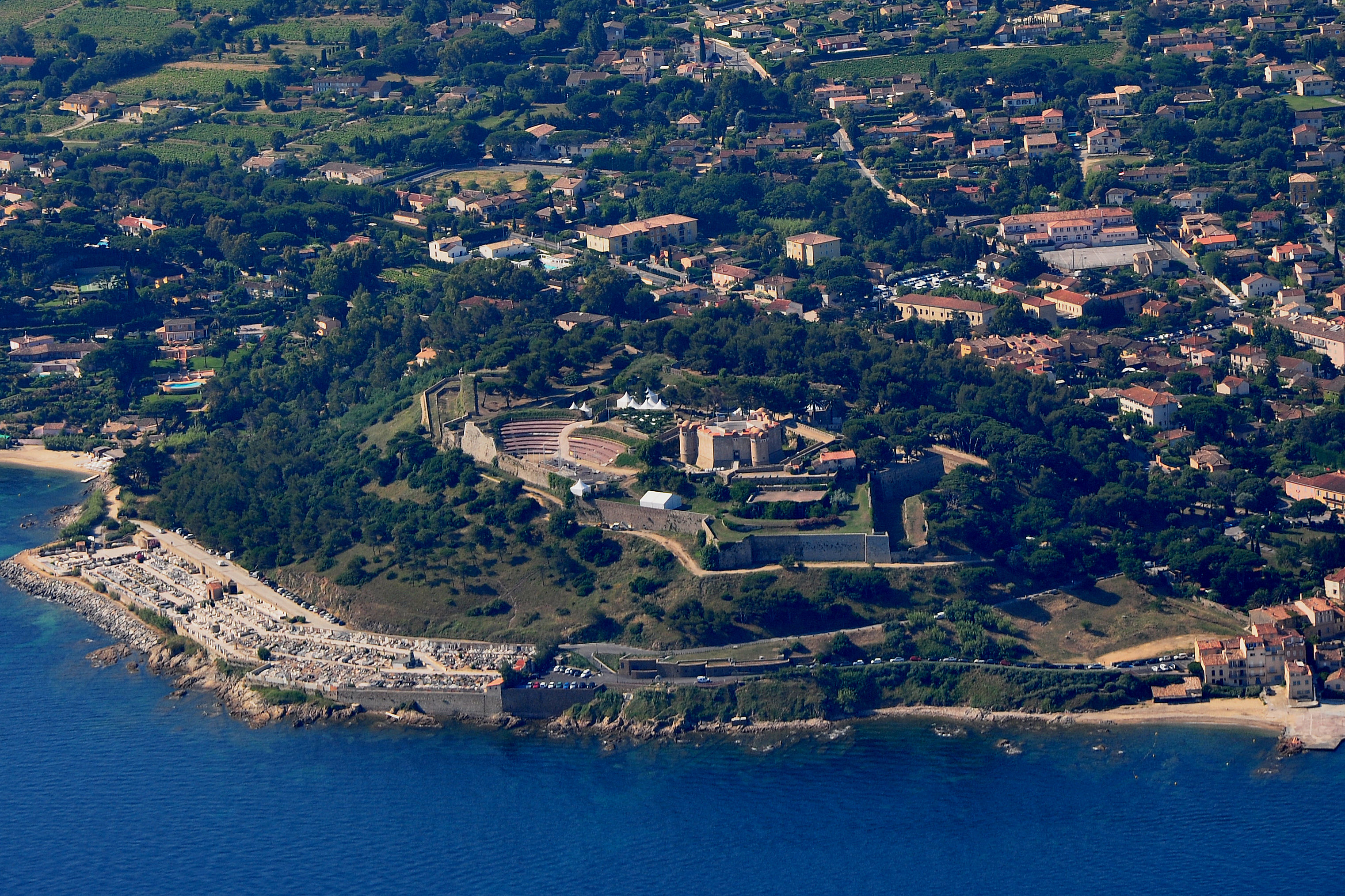
La ciudadela de Saint-Tropez en la actualidad.

Gaspard de Pontevès, conde de Carcès, fue nombrado gobernador de Provenza en 1592 por el duque de Mayenne. Fue uno de los dirigentes de la Liga Católica en Provenza. En 1594, el duque Carlos de Lorena fue nombrado gobernador de Provenza por Enrique IV, en lugar del duque de Épernon. Este último se enfadó por la decisión del rey y se acercó a la Liga y al conde de Carcès. En 1596, el duque de Guisa derrotó al duque de Épernon y ayudó a los habitantes de Saint-Tropez a retomar la ciudadela contra las tropas de este, que la ocupaban. En mayo de 1596 se alcanzó un acuerdo que permitió al duque de Épernon abandonar la Provenza. Al mismo tiempo, el parlamento de Provenza ordenó la demolición de la ciudadela debido a que había servido a la Liga.
Enrique IV envió al ingeniero del rey en las provincias de Languedoc, Provenza, Delfinado y Bresse, Raymond de Bonnefons, para que construyera una nueva torre hexagonal en la colina entre 1602 y 1607, que es la torre del homenaje actual con un gran patio interior, accesible a través de un puente levadizo defendido por una plataforma de artillería y tres torretas circulares. La gran muralla abaluartada y el sistema de fosos y de contraescarpas se completaron en la década de 1620. Durante la Guerra de los Treinta Años, el 15 de junio de 1637, este sistema de fortificaciones resistió a un ataque de veintiuna galeras españolas.
Un edicto real de 1649 creó el puesto de teniente general del Almirantazgo de Saint-Tropez. Su circunscripción se limitó a dos lugares alrededor de la ciudad. El teniente general era asistido por un procurador del rey, un secretario y dos sargentos. El puerto, que era el único puerto comercial entre Toulon y Antibes, era la fuente de ingresos más importante del municipio.
En 1652 los frondistas, dirigidos por Luis Manuel de Angulema, que había sido destituido de su gobierno por el Cardenal Mazarino, tomaron el edificio. Fue recuperado el 8 de agosto de 1652 por el duque de Mercœur para el rey Luis XIV con la ayuda de los habitantes de la localidad. El duque de Mercœur, convertido en gobernador de Provenza, concedió la custodia de la ciudadela a su familiar, el marqués de Castellane-Grimaud, que había sido nombrado teniente del rey en la ciudad y la ciudadela de Saint-Tropez. El 20 de julio de 1672 Luis XIV suprimió los privilegios de Saint-Tropez.
En 1958 la torre del homenaje se transformó en un «museo de la marina», que exponía en una docena de salas el patrimonio naval de Saint-Tropez desde la antigüedad hasta nuestros días a través de grabados, pinturas, documentos, ánforas, maquetas... Este museo naval cerró sus puertas en 2002, cuando empezaron importantes obras de restauración en la torre del homenaje. En 2008 se presentó el proyecto de un nuevo museo municipal para sustituir al antiguo. Tras diez años de obras, investigaciones históricas y adquisiciones de nuevas colecciones, el museo de historia marítima de Saint-Tropez abrió sus puertas el 24 de julio de 2013.